# Anvar Behbudov
Anvar Behbudov (en azerí: Ənvər Behbudov; Şuşa, 20 de marzo de 1912 - Moscú, 18 de marzo de 1993) fue director de escena y dramaturgo de Azerbaiyán, Artista del Pueblo de la República Socialista Federativa Soviética de Rusia.

## Biografía
Anvar Behbudov nació el 20 de marzo de 1912 en Şuşa en la familia del cantante de mugam de Azerbaiyán, Majid Behbudov. Él fue hermano mayor de Rashid Behbudov. En 1942 se graduó del Instituto ruso de arte teatral. Desde 1944 hasta 1954 trabajó como director artístico del los teatros de Óblast de Uliánovsk, Jabárovsk y Novosibirsk. Anvar Behbudov fue también director del Gran Teatro de Drama de Kazán en los años 1954-1959 y del Teatro de Drama de Rostov en los años 1959-1964.
En 1965 Anvar Behbudov fue galardonado con el título de Artista del Pueblo de la República Socialista Federativa Soviética de Rusia. Desde 1966 fue director del Teatro de Ópera y Ballet Académico Estatal de Azerbaiyán. En 1969 fue designado el director del Teatro Estatal Académico Ruso de Drama de Azerbaiyán. En 1978-1993 enseñó en la Universidad Estatal de Arte y Cultura de Moscú.
Anvar Behbudov murió el 18 de marzo de 1993 en Moscú.

## Premios y títulos
- Artista del Pueblo de la RSFSR (1965)
- Orden de la Bandera Roja del Trabajo
- Orden de la Insignia de Honor